# Musca muraria
Musca muraria är en tvåvingeart som först beskrevs av Giovanni Antonio Scopoli 1763.  Musca muraria ingår i släktet Musca och familjen puckelflugor.
Artens utbredningsområde är Slovenien. Inga underarter finns listade i Catalogue of Life.